# Zhang Jingwu
Zhang Jingwu (Yanling (Hunan), 3 september 1906 - 27 oktober 1971) was een Chinees politicus en luitenant-generaal.

## Leven
Zhang werd lid van de Communistische Partij van China in 1930. Hij nam deel aan de Lange Mars en de invasie van Tibet. Hij was partijsecretaris voor de Tibetaanse Autonome Regio van maart 1952 tot augustus 1965.
Hij werd slachtoffer van de vervolgingen tijdens de Culturele Revolutie van 1966-76 en overleed in 1971 aan zijn verwondingen in de gevangenis van Qincheng. 
- International Standard Name Identifier: 0000 0000 5262 2208
- Library of Congress Control Number: nr2001034495
- Nederlandse Thesaurus van Auteursnamen: 191625000
- Virtual International Authority File: 22071487
- WorldCat: E39PBJwCTBpwJkY68MV6CxtR8C